# Warsonofiusz Twerski
Warsonofiusz (zm. przed 1467) – święty mnich prawosławny.
Warsonofiusz i jego brat, mnich Sawa, byli zakonnikami monasteru Świętego Spotkania założonego w okolicach Tweru przez św. Sawę Uświęconego, w 1397. Starszy z braci, Warsonofiusz, został wyznaczony na przełożonego wspólnoty po tym, gdy jej dotychczasowy zwierzchnik, ihumen Sawa udał się na pielgrzymkę na górę Athos. Po pięciu latach Warsonofiusz przekazał zadania przełożonego swojemu bratu, sam zaś zamieszkał w oddaleniu od ludzi jako pustelnik. Według hagiografii i słów św. Józefa Wołockiego mnich żył w ten sposób kolejne czterdzieści lat, zajmując się jedynie modlitwą, śpiewem i czytaniem ksiąg. Warsonofiusz miał otrzymać dar zapamiętania całej treści Biblii - na prośby odwiedzających go pielgrzymów recytował i objaśniał dowolne fragmenty. Mnich był również odwiedzany przez inne osoby, pragnące otrzymać od niego poradę i wsparcie duchowe. Mnichowi przypisuje się również wskrzeszenie jednego z mnichów monasteru Świętego Spotkania, który został zamęczony przez diabła.
Po czterdziestu latach odosobnienia Warsonofiusz wrócił do klasztoru, gdzie przełożonym nadal był jego brat Sawa. Zmarł przed 1467.